# دمی باکاره
دمی باکاره (انگلیسی: Dami Bakare) بازیکن والیبال اهل بریتانیا است. دمی در کادونا نیجریه متولد شد و یکی از اعضای تیم ملی بریتانیا در بازی‌های المپیک تابستانی ۲۰۱۲ به بود.